# 庫濟米夫卡 (哈爾科夫州)
49°50′33″N 35°33′56″E / 49.84250°N 35.56556°E
庫茲米夫卡（烏克蘭語：Кузьмівка）是位於烏克蘭東部的村莊，由哈爾科夫州博霍杜希夫區的瓦爾基市鎮負責管轄。該村始建於1693年，面積5.32平方公里，海拔高度143米，2001年人口52，人口密度每平方公里9.77人。